# Neimongosaurus
Neimongosaurus là một chi khủng long, được Zhang X. H. Xu X. Zhao X. Sereno Kuang & Tan L. mô tả khoa học năm 2001.